# Marcin Szczygielski

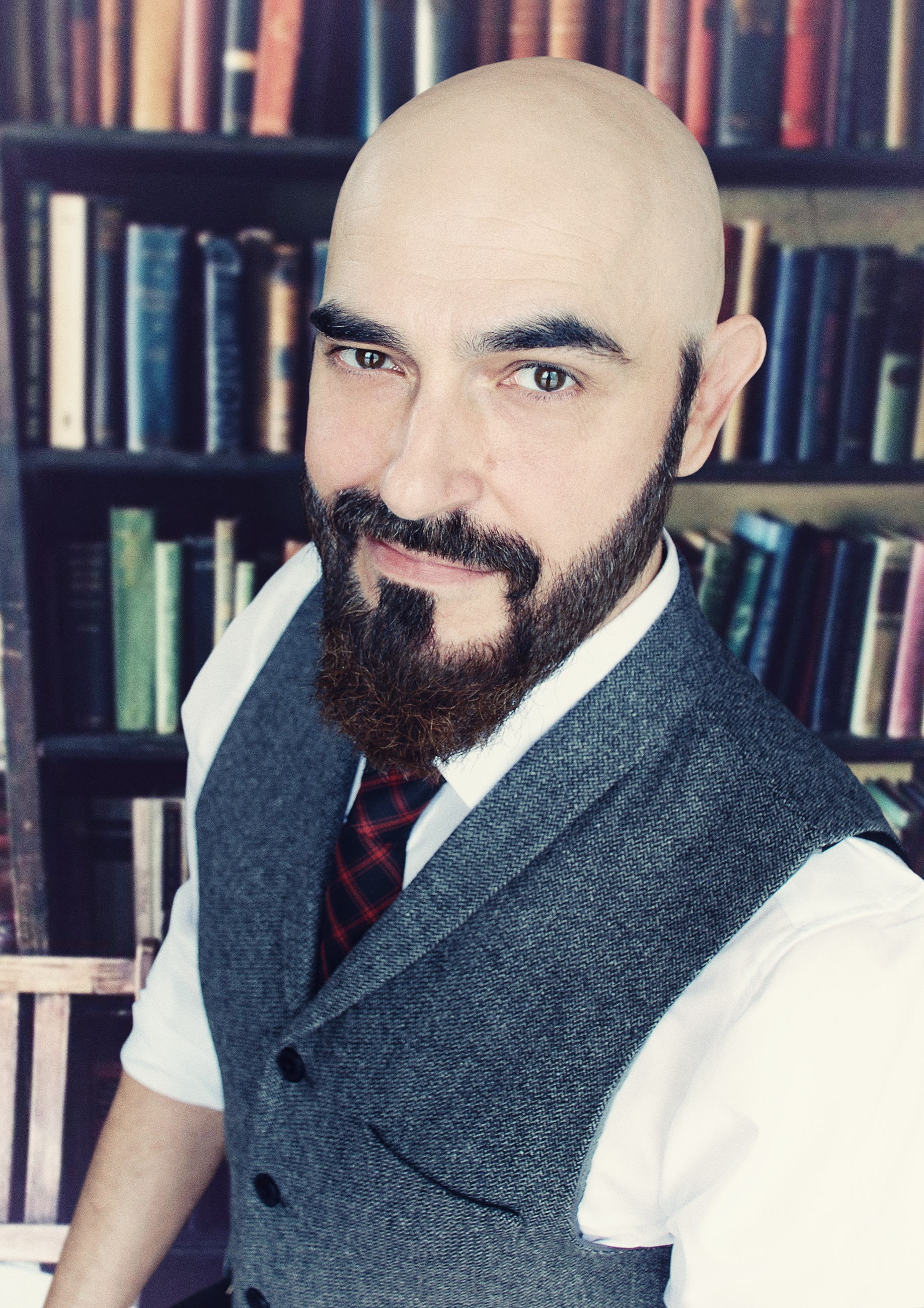
Marcin Szczygielski (2017)

Marcin Szczygielski (* 28. Mai 1972 in Warschau) ist ein polnischer Schriftsteller, Journalist, Grafiker und Mitglied des Vereins Polnischer Schriftsteller.

## Leben und Werk
Szczygielski debütierte im Jahr 2003 mit dem satirischen Roman PL-BOY. Darin beschreibt er seine sechsjährige Erfahrungen als künstlerischer Direktor der polnischen Ausgabe von Playboy. Dieses Buch wurde in Polen schnell zum Bestseller, ähnlich wie die 2004 herausgegebene Fortsetzung Wiosna PL-BOYa. Weitere Romane wie Nasturcje i ćwoki und Farfocle namiętności festigten seinen Rang als populärer Autor. Das größte mediale Aufsehen in Polen erregte Berek. Diese Geschichte des eskalierenden Konfliktes zwischen dem jungen, homosexuellen Paweł und seiner älteren, ultrakonservativen, katholischen Nachbarin Anna wurde blitzartig zum Bestseller. Ein Jahr darauf hat Szczygielski diesen satirischen Roman für die Bühne adaptiert. Die Adaptation wurde mehr als sechs Jahren im Warschauer Theater Kwadrat erfolgreich gespielt − 2015 wurde Berek, czyli upiór w moherze zum 500. Mal aufgeführt. Auch andere Bühnenstücke von Szczygielski sind seither ein fester Bestandteil des Repertoires vieler Privat- und Stadttheater in ganz Polen. 2010 erschien mit dem Roman Bierki der zweite Band der Reihe Kroniki Nierówności (Chroniken der Ungleichheit), die mit Berek begonnen hatte. Im Jahr drauf veröffentlichte Szczygielski den Roman Poczet Królowych polskich über drei Frauengenerationen einer Familie. Zu dieser Geschichte inspirierte ihn das Leben von Ina Benita, ein Filmstar der 1930er Jahre in der Zweiten Polnischen Republik. Benita war sowohl von den deutschen Besatzern als auch vom polnischen Widerstand der Kollaboration mit der jeweils anderen Seite verdächtig worden. 2014 erschien sein historischer Horrorroman Sanato, der von Ereignissen handelt, die sich in einem Sanatorium für Tuberkulosekranke in Zakopane im Jahr 1931 abgespielen.
Ein weiterer Bereich von Szczygielskis Schaffen ist die Kinder- und Jugendliteratur. Sein erstes Kinder- und Jugendbuch war der 2009 erschienene Science-Fiction-Roman Omega, der 2010 den Hauptpreis im Literaturwettbewerb IBBY (International Board on Books for Young People) und die Auszeichnung Buch des Jahres von IBBY gewann. Seinen nächsten Roman Czarny Młyn schrieb der Autor im Jahre 2010 für den Astrid-Lindgren-Wettbewerb. Die Jury kürte das Buch zum Besten aus 580 anonym eingereichten Vorschlägen: Szczygielski wurde mit dem Grand Prix sowie mit dem ersten Preis in der Kategorie Kinderroman für Kinder im Alter zwischen zehn und vierzehn Jahren ausgezeichnet. Im selben Jahr wurde mit Za niebieskimi drzwiami (dt. Hinter der blauen Tür, 2016) ein weiterer Roman für den jungen Leser veröffentlicht. Dieser gewann 2011 den von IBBY verliehenen Dong-Literaturpreis. Fragmente dieses Romans wurden 2013 in den Lehrbüchern für polnische Sprache Między nami veröffentlicht. Außerdem wurde Za niebieskimi drzwiami – wie zuvor schon Czarny Młyn – ins Verzeichnis der Schullektüren aufgenommen, und beide Bücher sind verfilmt worden. Mit Arka Czasu (dt. Flügel aus Papier, 2014), einem Kinderbuch über den Holocaust, nahm Szczygielski 2013 erneut am Astrid-Lindgren-Preis teil. Er wurde mit dem Grand Prix für den besten Roman und dem ersten Preis in der Alterskategorie 10- bis 14-jährige Leser ausgezeichnet. Außerdem erhielt dieser Roman den ersten Preis im Halina-Skrobiszewska-Kinderliteraturwettbewerb und wurde – wie zuvor schon Omega und Za niebieskimi drzwiami – in die Schatzliste des Kinderbuchmuseums aufgenommen.
Eine besonders wichtige Publikation war für Szczygielski seine 2013 veröffentlichte Monografie Filipinki – to my! über die erste polnische Girlgroup: Seine Mutter Iwona Racz-Szczygielska war 12 Jahre lang eine der Sängerinnen von Filipinki, die als bekannteste polnische Jugendband der 60er Jahre in der DDR, der Sowjetunion und Polen auftrat.
Im April 2016 wurde Szczygielskis literarisches Schaffen vom polnischen Ministerium für Kultur und nationales Erbe mit der bronzenen Gloria-Artis-Medaille für kulturelle Verdienste geehrt. Neben seiner schriftstellerischen Tätigkeit arbeitete Szczygielski als Grafiker u. a. für Zeitschriften wie Playboy, Voyage, Pani, Newsweek Polska und Nowa Fantastyka. Seit seinem Debüt als Schriftsteller ist er auch für die Bildgestaltung in seinem Verlag Oficyna Wydawnicza AS, sowie im Verlag Instytut Wydawniczy Latarnik zuständig, wo er die Funktion der künstlerischen Leitung innehat.

## Werke (Auswahl)
Für erwachsene Leser: 
- PL-BOY. Warschau: Instytut Wydawniczy Latarnik, 2003, ISBN 83-917891-1-X.
- Wiosna PL-BOYa. Warschau: Instytut Wydawniczy Latarnik, 2004, ISBN 83-917891-5-2.
- Nasturcje i Cwoki. Warschau: Instytut Wydawniczy Latanik, 2005, ISBN 83-60000-03-4.
- Farfocle namietnosci. Warschau: Instytut Wydawniczy Latarnik, 2006, ISBN 978-83-60000-36-6.
- Berek. Warschau: Instytut Wydawniczy Latarnik, 2007, ISBN 978-83-63841-15-7.
- Bierki. Warschau: Instytut Wydawniczy Latarnik, 2010, ISBN 978-83-63841-29-4.
- Furie i inne groteski (Komödien). Warschau: Instytut Wydawniczy Latarnik, 2011, ISBN 978-83-60000-68-7.
- Poczet Krolowych Polskich. Warschau: Instytut Wydawniczy Latarnik, 2011, ISBN 978-83-60000-79-3.
- Sanato. Warschau, Instytut Wydawniczy Latarnik, 2014, ISBN 978-83-63841-27-0.
- Bingo. Warschau, Instytut Wydawniczy Latarnik, 2015, ISBN 978-83-63841-30-0.

 Für junge Leser: 
- Omega. Warschau: Instytut Wydawniczy Latarnik, 2009, ISBN 978-83-60000-32-8.
- Za niebieskimi drzwiami. Warschau: Instytut Wydawniczy Latarnik, 2010, ISBN 978-83-63841-20-1.
  - Hinter der blauen Tür. Übersetzung Thomas Weiler. Frankfurt am Main: Fischer, 2016, ISBN 978-3-7373-5372-4.
- Czarny Młyn. Warschau: Stentor, 2011, ISBN 978-83-61245-64-3.
- Czarownica pietro nizej. Warschau: Bajka, 2013, ISBN 978-83-61824-58-9.
- Arka Czasu. Warschau: Stentor, 2013, ISBN 978-83-63462-15-4.
  - Flügel aus Papier. Übersetzung Thomas Weiler, Frankfurt am Main: Fischer, 2015, ISBN 978-3-7373-5212-3.
  - Ковчег часу. Übersetzung Bożena Antoniak, Lwiw: Urbino, 2016, ISBN 978-3-7373-5372-4.
- Tuczarnia motyli. Warschau: Bajka 2014, ISBN 978-83-61824-78-7.
- Teatr Niewidzialnych Dzieci. Warschau: Instytut Wydawniczy Latarnik, 2016, ISBN 978-83-63841-38-6.
- Klątwa dziewiątych urodzin. Warschau: Bajka, 2016, ISBN 978-83-65479-05-1.
- Królowa Wody. Warschau: Instytut Wydawniczy Latarnik, 2019, ISBN 978-83-63841-48-5.
- Oczy Michaliny. Warschau: Instytut Wydawniczy Latarnik 2020, ISBN 978-83-63841-49-2.
- Zbójeckie nasienie. Warschau: Instytut Wydawniczy Latarnik, 2023, ISBN 978-83-63841-59-1.
- Szkieletnicy. Mit Illustrationen von Marta Krzywicka, Warschau: Bajka, 2024, ISBN 978-83-67697-06-4.

Sachbuch
- Kuchnia na ciezkie czasy (Kochbuch). Warschau: Instytut Wydawniczy Latarnik, 2004, ISBN 978-83-60000-48-9.
- Filipinki – to my! Ilustrowana historia pierwszego polskiego girlsbandu (Monografie). Warschau: Agora, 2013, ISBN 978-83-268-1277-4.

Theaterstücke (Aufführungen):
- Berek, czyli upiór w moherze. Premiere: Warschau (2009).
- Wydmuszka. Premiere: Warschau (2010); weitere: Płock (2011); Łódź (2011); Kraków (2014).
- Furie. Premiere: Warschau (2011).
- Kallas. Premiere: Warschau (2012).
- Single i Remiksy. Premiere: Warschau (2012).[14]
- Kochanie na kredyt. Premiere: London (2013).

Film
- Ina Benita. Dwa zycia, 2022, Buchvorlage, Regie: Jacek Papis.
- Czarny Młyn (Die Schwarze Mühle), 2020, Buchvorlage, zudem Drehbuch mit Magdalena Niec und Katarzyna Stachowicz Gacek, Regie: Mariusz Palej.
- Za niebieskimi drzwiami (Hinter der blauen Tür – Wenn Träume wahr werden), 2016, Regie: Mariusz Paleja, verfilmt mit Ewa Błaszczyk, Teresa Lipowska und Michał Żebrowski.

## Preise und Auszeichnungen (Auswahl)
- 2010: Auszeichnung im Halina-Skrobiszewska-Kinderliteraturwettbewerb für den Roman Omega. Das Buch wurde in die Schatzliste des Kinderbuchmuseums aufgenommen.[15]
- 2010: Grand Prix des 2. Astrid-Lindgren-Preises [Kategorie Kinder und Jugendbuch] für den Roman Czarny młyn.
- 2010: Erster Preis des 2. Astrid-Lindgren-Preises [Kategorie Kinderroman für Kinder von 10–14 Jahre] für das Buch Czarny młyn.[11]
- 2010: Preis „Buch des Jahres“ für den Roman Omega im Literaturwettbewerb der polnischen Sektion des Internationalen Kuratoriums für das Jugendbuch (IBBY).
- 2011: Erster Preis der Fachjury im Dong-Wettbewerb der polnischen Sektion IBBY (früher Kinder-Bestseller des Jahres) für den Roman Za niebieskimi drzwiami (Hinter der blauen Tür).
- 2011: Auszeichnung der Kinderjury für den Roman Za niebieskimi drzwiami im Dong-Wettbewerb veranstaltet von der polnischen Sektion IBBY.
- 2012: Der Roman Za niebieskimi drzwiami wurde in die internationale Ehrenliste von IBBY aufgenommen, die die besten zeitgenössischen Kinderbücher des vergangenen Jahres beinhaltet.[16]
- 2013: Grand Prix des 3. Astrid-Lindgren-Literaturpreises [Kategorie zeitgenössisches Kinder- und Jugendbuch] für den Roman Arka czasu (Flügel aus Papier).
- 2013: Erster Preis des 3. Astrid-Lindgren-Literaturpreises [Kategorie Kinderroman für Kinder von 10–14 Jahre] für den Roman Arka czasu.
- 2013: Auszeichnung „Buch des Jahres 2013“ für den Roman Czarownica piętro niżej, verliehen vom Magazin Literacki Książki.[11]
- 2013: Auszeichnung „Buch des Jahres 2013“ für den Roman Arka czasu im Literaturwettbewerb der polnischen Sektion des IBBY.
- 2014: Literaturpreis „Zielona Gąska 2013“ der Ildefons-Galczynski-Stiftung Zielona Gęś für Czarownica piętro niżej.
- 2014: Erster Preis des 6. Halina-Skrobiszewska-Kinderliteraturwettbewerbs für Arka czasu. Das Buch wurde in die Schatzliste des Kinderbuchmuseums aufgenommen.
- 2014: Literaturpreis „Guliwer w krainie Olbrzymów 2014“ für das Gesamtwerk im Bereich Kinder- und Jugendliteratur.[11]
- 2015: Eine Jury aus 29 Juroren aus Deutschland, Österreich und der Schweiz ermittelt Flügel aus Papier als eins der besten sieben Bücher für junge Leser im April 2015.[17]
- 2015: Die Deutsche Akademie für Kinder- und Jugendliteratur kürt Flügel aus Papier zum Buch des Monats Juli 2015.[18]
- 2015: Erster Preis des 8. Halina-Skrobiszewska-Kinderliteraturwettbewerbs für Tuczarnia motyli. Das Buch wurde in die Schatzliste des Kinderbuchmuseums aufgenommen.
- 2015: Kinderbuchpreis 2015 der Jury der Jungen Leser für Flügel aus Papier[19].
- 2016: Erster Preis des 4. Astrid-Lindgren-Literaturpreises [Kategorie zeitgenössisches Kinder- und Jugendbuch] für den Roman Teatr Niewidzialnych Dzieci.[20]
- 2016: Gloria-Artis-Medaille für kulturelle Verdienste (Bronzemedaille).
- 2017: Auszeichnung „Buch des Jahres 2017“ für den Roman Serce Neftydy im Literaturwettbewerb der polnischen Sektion des IBBY.[21]
- 2019: Erster Platz für den Roman Bez Pięćej klepki im Empik-Literaturwettbewerb für das beste Kinderbuch „Przecinek i Kropka 2018“ [Kategorie 9–12 Jahre].[22]
- 2020: Erster Platz für den Roman Pomylony narzeczony im Empik-Literaturwettbewerb für das beste Kinderbuch „Przecinek i Kropka 2019“ [Kategorie 9–12 Jahre][23]
- 2022: „artŻyrafka 2022“ – Preis des 14. Interdisziplinären Kunstfestivals Miasto Gwiazd für sein gesamtes literarisches Schaffen in der Kinder- und Jugendliteratur.[11]
- 2022: Auszeichnung „Buch des Jahres 2022“ für den Roman Antosia w bezkresie im Literaturwettbewerb der polnischen Sektion des IBBY.[24]
- 2023: „Ikar 2023“ – Preis der Polnischen Gesellschaft der Buchverleger und der Autorenvereinigung ZAiKS für bisherige literarische Leistungen.[25]